# George W. Johnson (cantant)
George W. Johnson   (Virgínia, 1846 - Kew Gardens, 23 de gener de 1914), de nom complet George Washington Johnson, va ser un cantant estatunidenc pioner en la gravació de so i el primer músic afroamericà a usar el fonògraf.

## Vida primerenca
Va néixer a Virgínia, bé al comtat de Fluvanna o bé prop de Wheatland, al comtat de Loudoun. Fill d'un esclau, segurament va ser alliberat el 1853. De ben petit, es va criar a la vora de Wheatland com a company i servent del fill d'un pròsper granger blanc. En aquella època va desenvolupar habilitats musicals i fins i tot va aprendre a llegir i escriure, cosa que era il·legal per a un nen negre a Virgínia abans de la Guerra Civil dels Estats Units. Més tard, va treballar com a obrer, i a vint anys es va traslladar a la ciutat de Nova York. Al final de la dècada del 1870, es guanyava la vida actuant al carrer, especialitzat a xiular cançons populars.

## Carrera musical
Entre el gener i el maig del 1890, va ser reclutat per dos distribuïdors regionals de fonògrafs diferents que cercaven artistes per a convidar-los a gravar música. Charles Marshall de la New York Phonograph Company i Victor Emerson de la New Jersey Phonograph Company van sentir Johnson actuar a Manhattan, probablement a les terminals de ferris del riu Hudson, i van convidar-lo tots dos a enregistrar els seus forts xiulets en cilindres de fonògraf de cera per una tarifa de deu cèntims per minut. Tot i que Johnson podia xiular qualsevol melodia, un dels seus primers enregistraments per a ambdues companyies va ser una popular cançó de vodevil titulada The Whistling Coon. A partir dels seus xiulets i rialles, va desenvolupar la segona actuació que el va llançar a la fama, The Laughing Song. Malgrat que va gravar més material, incloent-hi la cançó Listen to the Mockingbird xiulada i algunes actuacions breus de minstrel show junt amb altres intèrprets, van ser aquestes dues cançons les que Johnson interpretaria i gravaria una vegada i una altra durant molts anys.

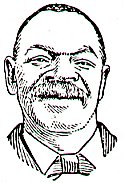
Gravat de Johnson (c.1900)

A l'inici de la indústria discogràfica, cada disc era una masterització. Un cantant amb una veu forta podia fer tres o quatre enregistraments útils alhora, amb unes quantes màquines funcionant simultàniament apuntant l'antena cap a la boca del cantant. Johnson de vegades repetia una cançó sense descans a l'estudi de gravació més de cinquanta vegades al dia.
El 1895, The Whistling Coon i The Laughing Song eren els enregistraments més venuts als Estats Units. S'estima que el nombre total de vendes dels cilindres de cera entre el 1890 i el 1895 oscil·la entre 25.000 i 50.000, cadascuna registrada individualment per Johnson. Cal destacar que la companyia discogràfica de Nova Jersey va comercialitzar-ne la música com a home negre quan gran part de la vida al país estava segregada racialment. The Whistling Coon es caracteritza per una melodia alegre i una lletra que avui seria mal vista perquè compara un home negre amb un babuí.
Johnson va continuar a gravar per a les companyies de Nova York i Nova Jersey, i el 1891 va començar a fer-ho per a l'empresa matriu, la North American Phonograph Company. Almenys una de les sessions d'enregistrament d'aquell any la va fer al laboratori de Thomas Edison a West Orange. També va fer aparicions al món del vodevil. El seu repertori a l'escenari gairebé es limitava a les dues cançons predilectes, però en va tenir prou per a guanyar-se bé la vida.
El 1894, va començar a gravar amb l'estrella del vodevil Len Spencer, amb qui mantindria una amistat fins al final de la vida. El 1895, Johnson va fer els seus primers enregistraments amb la innovació tecnològica del disc fonogràfic per a Berliner Gramophone. A més, va gravar per a Edison Records, Columbia Records, la Victor Talking Machine Company, la Chicago Talking Machine Company, Bettini i moltes altres empreses de discs i cilindres petits de la dècada de 1890 fins al 1910.
El 1897, va estrenar The Laughing Coon i The Whistling Girl, que van romandre als catàlegs d'Edison i Columbia molt de temps, però no van popularitzar-se tant com les primeres.

## Acaballes
El 1905, la popularitat de Johnson havia decaigut. Les noves tecnologies d'enregistrament van permetre la producció de milers d'exemplars a partir d'una sola versió, i ja no els calia que gravés cada còpia una per una. El seu amic Len Spencer, ara un artista cèlebre i agent de reserves, va contractar-lo com a porter d'oficina. Va treballar per a ell i va viure a l'edifici de l'oficina diversos anys; després es va traslladar a Harlem. Va morir de pneumònia i miocarditis el 1914, amb 67 anys. Va ser soterrat en una tomba no marcada al cementiri de Maple Grove a Kew Gardens, al barri de Queens.

## Vida personal i rumors
N'han circulat rumors falsos, com ara que va morir en un linxament per motius racials o penjat per haver comès un assassinat. Tot i que cap de les històries és certa, va viure nombrosos incidents personals al llarg dels anys. No hi ha proves que es casés legalment o que tingués descendència, però sí que va tenir dues parelles estables en el temps, que van morir mentre convivien. La primera, una dona alemanya anònima, va ser descoberta morta al seu apartament de West 39th Street al final del 1894 o al principi del 1895. No es van presentar càrrecs. La segona, Roskin Stuart, va ser trobada apallissada i inconscient al pis de West 41 Street el 12 d'octubre del 1899. Va ser traslladada a l'hospital i va morir unes hores després. Johnson va ser jutjat per assassinat en primer grau i declarat innocent.

## Homenatge
El 2013, la societat històrica de Maple Grove va iniciar una campanya per a honrar Johnson i va rebre una subvenció de la Fundació MusiCares per tal d'erigir una placa al lloc de la seva tomba. El 12 d'abril del 2014, un segle passada la seva mort, el cantant va ser finalment reconegut en una cerimònia que va incloure exhibicions, presentacions i una actuació de l'actor Larry Marshall, qui es va fer passar per Johnson. El mateix mes, la gravació de vora el 1896 de The Laughing Song va ingressar al National Recording Registry de la Biblioteca del Congrés dels Estats Units.